# Rytm Ziemi
Rytm Ziemi – album zespołu Czerwone Gitary wydany w 1974 roku nakładem wytwórni płytowej Muza.

## Lista utworów

### Strona 1
| 1. | "Mam dobry dzień" (S.Krajewski, W.Patuszyński)               | 2:50  |
|    |                                                              |       |
| 2. | "Byłaś mej pamięci wierszem" (J.Skrzypczyk, K.Dzikowski)     | 4:22  |
|    |                                                              |       |
| 3. | "Prędzej strop stawiajcie cieśle" (S.Krajewski, K.Dzikowski) | 3:05  |
|    |                                                              |       |
| 4. | "Każdy pies ma dwa końce" (S.Krajewski, T.Bielski)           | 2:55  |
|    |                                                              |       |
| 5. | "Dzień, najwyżej dwa" (S.Krajewski, K.Drzewiecki)            | 3:04  |
|    |                                                              |       |
| 6. | "Słowo jedyne - ty" (S.Krajewski, K.Dzikowski)               | 2:40  |
|    |                                                              |       |
|    |                                                              | 18:56 |
|    |                                                              |       |

### Strona 2
| 1. | "Rytm ziemi" (S.Krajewski, K.Dzikowski)            | 4:12  |
|    |                                                    |       |
| 2. | "Morze wzywa" (S.Krajewski, K.Dzikowski)           | 2:30  |
|    |                                                    |       |
| 3. | "Ciągle pada" (S.Krajewski, K.Dzikowski)           | 3:42  |
|    |                                                    |       |
| 4. | "Była to głupia miłość" (S.Krajewski, K.Dzikowski) | 3:54  |
|    |                                                    |       |
| 5. | "Florentyna" (J.Skrzypczyk, K.Dzikowski)           | 2:52  |
|    |                                                    |       |
| 6. | "Coda" (S.Krajewski)                               | 1:58  |
|    |                                                    |       |
|    |                                                    | 19:08 |
|    |                                                    |       |

## Twórcy
- Seweryn Krajewski - wokal, gitara, instrumenty klawiszowe
- Bernard Dornowski - wokal, gitara
- Jerzy Skrzypczyk - wokal, perkusja
- Ryszard Kaczmarek - gitara basowa

Muzycy towarzyszący:
- Alibabki - wokal
- Mateusz Święcicki - wokal

### Personel
- Zofia Gajewska - reżyser nagrania
- Jacek Złotkowski - operator dźwięku
- Lesław Sagan - projekt graficzny, zdjęcia